# Gestrandet im Paradies
Gestrandet im Paradies (Survival Island, Three oder Survival Island – Wenn Blicke töten können) ist ein US-amerikanisch-britisch-luxemburgischer Soft-Erotik-Abenteuerfilm von Stewart Raffill aus dem Jahr 2005.

## Handlung
Die vermögenden Eheleute Jennifer und Jack Matson unternehmen eine Schiffsreise in der Karibik. Mit dabei ist unter anderen der attraktive Matrose Manuel. Dieser ist vor der Abfahrt von einer jungen Frau verflucht worden. Im späteren Verlauf des Films erzählt Manuel Jennifer, dass die junge Frau schwanger ist und Manuel heiraten will, was dieser jedoch ablehnt.
Während der Kreuzfahrt ist Jack Matson über das Benehmen Manuels empört und beschwert sich bei dessen Chef, dem Reiseveranstalter. Dieser weist Manuel zurecht, was diesen erbost einen Lappen auf den Gasherd werfen lässt. Das sich ausbreitende Feuer zwingt alle, in den Rettungsbooten das Schiff zu verlassen. Gleichzeitig sieht man, wie die junge Frau Voodoorituale aufführt, die Manuel Unglück bringen sollen.
Nach dem Brand stranden Jennifer und Manuel auf einer unbewohnten Insel. Sie bauen eine Hütte und schließen Freundschaft. Jennifer nimmt an, dass ihr Mann ertrunken sei. Zwei Tage später wird auch Jack angespült und von Manuel in Ufernähe bewusstlos gefunden. Manuel übernimmt die wichtigsten Aufgaben im Kampf um das Überleben.
Jennifer hat sich sofort wieder Jack angeschlossen und hält sich von Manuel fern. Dennoch wird Jack eifersüchtig und beleidigt Manuel, den er mehrfach provoziert. Auch gegenüber seiner Frau benimmt er sich respektlos und entfremdet sich dieser zunehmend. Jennifer schläft mit Manuel, woraufhin Jack seine eigenen Wege geht. Jack findet auf dem Grunde der Bucht ein kleines, beschädigtes Boot, zieht es an den Strand und beginnt, es zu reparieren, um damit allein von der Insel zu fliehen. Jennifer und Manuel stehlen Jack das Boot, stellen jedoch nach der Abfahrt von der Insel fest, dass das Leck des Bootes von Jack nur scheinbar repariert wurde und das Boot deshalb nach einiger Zeit erneut sinkt. Sie können sich mit Mühe zurück auf die Insel retten, wo Jack Manuel angreift. Am nächsten Tag wird Jennifer von Jack gefangen und gefesselt, woraufhin Manuel ihn erneut angreift und im Handgemenge Jennifer und Manuel (verletzt) entkommen können. Am nächsten Tag spürt Jack die beiden jedoch auf und es kommt zu einem längeren Kampfe zwischen den dreien. Wiederum kommt es zu einem Handgemenge. Während Jack mit Jennifer um ein Messer ringt, versucht Manuel, ihn mit einem großen Stein zu töten. Währenddessen wird die junge Frau mit ihren Voodooritualen eingeblendet und Manuel fällt plötzlich (scheinbar von dem Gewicht des großen Steins gezogen) nach hinten, wo er von einem hochstehenden Ast am Boden durchbohrt wird und stirbt.
Jennifer wird einige Zeit später von einem Schiff gerettet. Sie sagt, sie sei die einzige Überlebende der Katastrophe, und lässt Jack auf der Insel zurück. Dabei nimmt sie Jacks Feuerzeug mit und nimmt ihm damit die Möglichkeit, auf einfache Art Feuer zu machen.

## Kritiken
„Erotisch aufgeladener Thriller in Form einer Robinsonade, die den fast biblischen Sündenfall aufgreift und von der Vertreibung aus dem Paradies berichtet. Ein Film, der vor allem am unausgereiften Buch sowie den blassen Darstellern krankt.“

Matthew Turner schrieb in der Zeitschrift ViewLondon vom 3. Mai 2006, die Regie des „blödsinnigen“ („rubbish“) Films sei „armselig“, die Darstellungen seien schlecht. Der Film sei etwas für die Fans schlechter Filme. Der Kritiker lobte die „überraschend“ gute Darstellung von Kelly Brook wie auch ihre Nacktszenen.
Die Zeitschrift TV direkt 15/2007 schrieb, die Versprechungen seien „in jeder Hinsicht unerfüllt“.

## Hintergrund
Der Film wurde im luxemburgischen Düdelingen und auf der zu den Bahamas gehörenden Insel Eleuthera gedreht. Seine Produktionskosten betrugen schätzungsweise 9 Millionen US-Dollar.

## Trivia
Die Schauspieler Billy Zane und Kelly Brook wurden während der Dreharbeiten ein Paar und waren vorübergehend miteinander verlobt. Die beiden trennten sich 2008.